# Hiscox

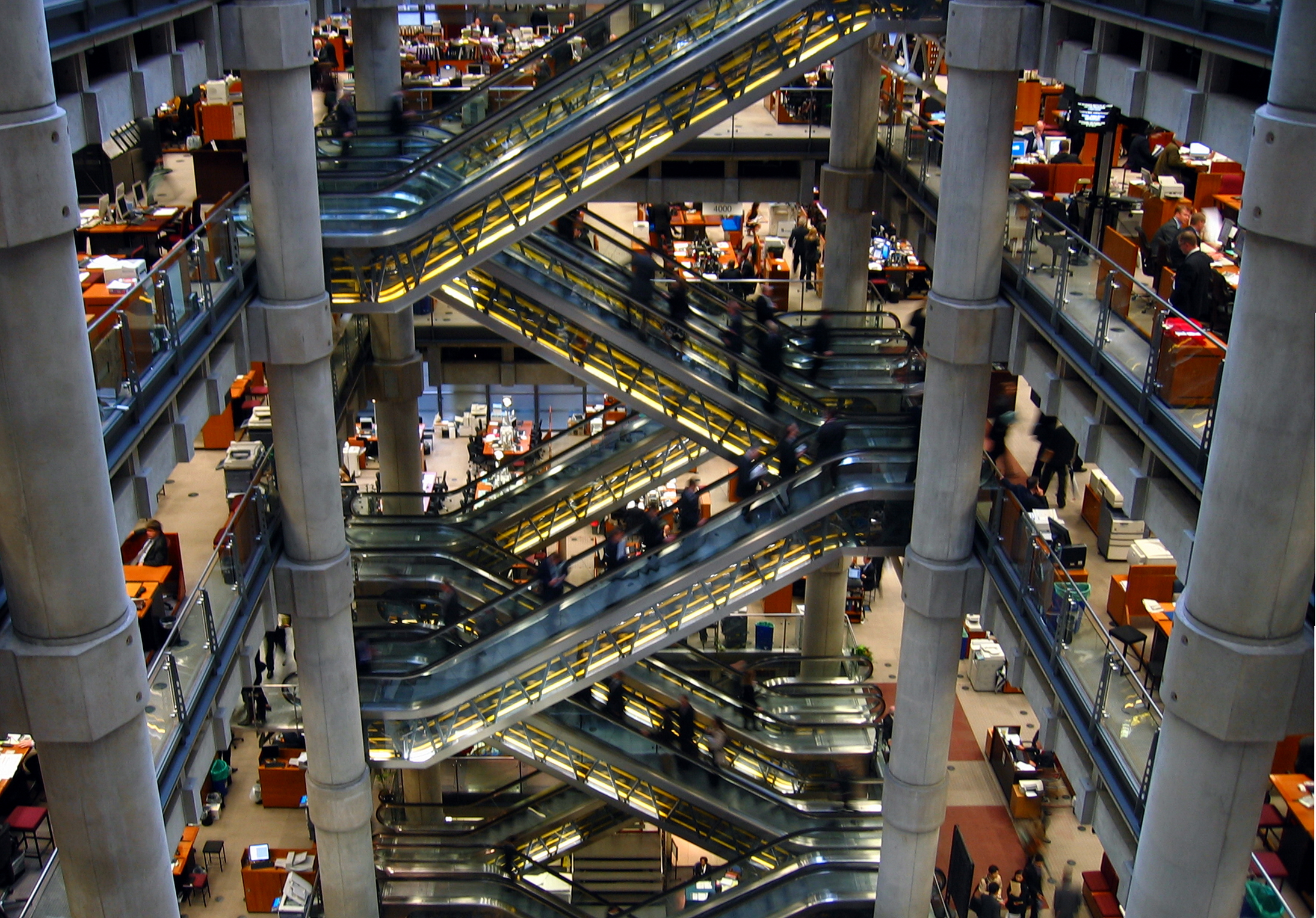
Hiscox ist ein Underwriter bei Lloyd's of London.

Hiscox ist ein internationaler Spezialversicherer, der an der London Stock Exchange notiert ist (LSE:HSX). Als Underwriter bei Lloyd’s of London bedient Hiscox Nischenmärkte und konzentriert sich auf die Absicherung beruflicher und spezieller Risiken wie Berufshaftpflicht, Cyberkriminalität, Entführung und Satellitenschäden. Für vermögende Privatpersonen oder Institutionen bietet Hiscox außerdem spezielle Wohngebäude-, Hausrat- und Kunstversicherungen. Das Unternehmen ist im FTSE 250 gelistet.

## Geschichte
Die Wurzeln des Unternehmens liegen in der Roberts Agency, die 1901 mit dem Abschluss von Marine-Versicherungen auf dem Versicherungsmarkt Lloyd’s of London begann. 1946 gründete Ralph Hiscox, der acht Jahre zuvor als Underwriter von Nicht-Seeversicherungen in die Agentur eingetreten war, die Roberts & Hiscox partnership für die Verwaltung von Syndikaten bei Lloyd's. Hiscox wurde 1967 zum Vorsitzenden von Lloyd's gewählt, im selben Jahr trat sein Sohn Robert in das Syndikat 33 der Gruppe als Underwriter von Kunst- und Unfallversicherungen ein. Robert Hiscox übernahm 1970 nach dem Tod seines Vaters die Leitung der Sozietät und begann, das Unternehmen zu vergrößern.
1987 wurde das Unternehmen umstrukturiert – eine Holdinggesellschaft, Hiscox Holdings Ltd, wurde für die Gruppe gegründet, die die Tochtergesellschaften Hiscox Syndicates (für die Verwaltung von Syndikaten) und Roberts & Hiscox (für die Einführung und Beratung von Mitgliedern auf dem Lloyd's-Markt) umfasste. Die Expansion über den Londoner Markt hinaus folgte 1989 mit der Gründung einer dritten Tochtergesellschaft, Hiscox Underwriting, speziell für diesen Zweck. Roberts & Hiscox und die damit verbundenen Beteiligungen wurden 1994 ausgegliedert, so dass das Unternehmen nur noch als Underwriter und Manager von Syndikaten tätig war. 1990 wurde die Hiscox Plc. als Holding an der Londoner Stock Exchange gelistet, wo sie einen Teil des FTSE 250 Index bildet. Nachdem Hiscox Plc zuvor am Alternative Investment Market notiert war, wechselte das Unternehmen im Juli 1997 an den Hauptmarkt der London Stock Exchange. Nach dem Kauf eines 28%igen Anteils an dem Unternehmen durch die Chubb Corporation im Jahr 1998 kämpfte das Unternehmen um seine Unabhängigkeit und wies bis 2001 zwei Übernahmeangebote erfolgreich zurück. Chubb verkaufte seinen Anteil an Hiscox im Jahr 2004.
Im Jahr 2005 eröffnete das Unternehmen eine Niederlassung auf den Bermudas und schloss eine Mischung aus weltweitem Rückversicherungs- und Privatkundengeschäft ab. Im darauffolgenden Jahr verlegte Hiscox Plc seinen Sitz vom Vereinigten Königreich auf die Bermudas und nahm den neuen Namen Hiscox Ltd. an.
Seit 1995 unterhält Hiscox eine Niederlassung in München, die den Hauptsitz der deutschen Gesellschaft bildet. 2007 kamen Niederlassungen in Köln und in Hamburg hinzu, 2010 in Berlin und Frankfurt am Main, 2014 in Stuttgart. Seit September 2021 ist Markus Niederreiner CEO von Hiscox Deutschland. Im Jahr 2018 wurde eine neue Tochtergesellschaft Hiscox SA in Luxemburg gegründet und alle laufenden Versicherungsverträge wurden auf Hiscox SA übertragen.
Bronek Masojada trat nach 21 Jahren als Group Chief Executive im Dezember 2021 in den Ruhestand. Nachfolger wurde Aki Hussain, vormals Group Chief Financial Officer.

## Produkte und Organisation
Hiscox versichert Vermögensschäden direkt und als Haftpflichtversicherungen. Auch Berufshaftpflichtversicherungen werden angeboten.
Die Hiscox-Gruppe gliedert sich in drei Hauptbereiche:
- Hiscox London Market für internationale Geschäfte auf dem Londoner Markt, welche von mehreren Versicherern gezeichnet werden müssen oder die internationale Lizenzen von Lloyd’s benötigen[14]
- Hiscox UK und Europa für Versicherungen für bestimmte Berufsgruppen, Geschäftskunden sowie Privatkunden.
- Hiscox International, bestehend aus Hiscox Insurance Company Ltd, Hiscox Underwriting Ltd und Hiscox Syndicates Ltd, werden von der Financial Services Authority reguliert.

Hiscox SA vertreibt sowohl privaten als auch gewerblichen Versicherungsschutz in einer Reihe von Bereichen: Für Privatpersonen bietet Hiscox Hausratversicherungen für „höherwertige“ Häuser und Ferienimmobilien sowie Versicherungen für Oldtimer, Youngtimer, Kunstgegenstände sowie Entführung und Lösegeld an. Für Unternehmen umfasst der Versicherungsschutz Sach-, Betriebshaftpflicht, Gründer- und Cyber-, Berufshaftpflicht-, Inhalts-, Freiberufler- und Media- sowie Ingenieureversicherungen.